# خمان قوقازي
الخَمَان القوقازي نوع نباتي ينتمي إلى جنس الخَمَان من الفصيلة المسكية.
موطنه الأصلي القوقاز.